# Homorthodes semicarnea
Homorthodes semicarnea är en fjärilsart som beskrevs av Barnes och Mcdunnough 1918. Homorthodes semicarnea ingår i släktet Homorthodes och familjen nattflyn. Inga underarter finns listade i Catalogue of Life.